# Championnats de France de taekwondo
Les championnats de France de taekwondo sont une compétition sportive de taekwondo organisée depuis 1979 en France sous l'égide de la Fédération mondiale de taekwondo, par l'intermédiaire de sa branche nationale locale (nommée FFTDA depuis 1995), pour les Français détenteurs d'une licence de cette association.

## Championnats de France de 2017
|               | -54 kg            | -58 kg          | -63 kg             | -68 kg             | -74 kg            | -80 kg          | -87 kg         | +87 kg         |
| ------------- | ----------------- | --------------- | ------------------ | ------------------ | ----------------- | --------------- | -------------- | -------------- |
| Champion      | Stéphane Audibert | Falilou Hane    | Dylan Chellamootoo | Shannon Petit-Phar | Raihau Chin       | Ismael Bouzid   | Waldeck Defaix | Yoann Miangue  |
| Vice-champion | Nicolas Ibao      | Alesio Capolini | Axel Lupori        | Fabio Mattei       | Xavier Bouldoires | Remuela Tinirau | Adama Kebe     | Omar El Yazidi |

|                 | -46 kg            | -49 kg         | -53 kg            | -57 kg         | -62 kg           | -67 kg           | -73 kg               | +73 kg          |
| --------------- | ----------------- | -------------- | ----------------- | -------------- | ---------------- | ---------------- | -------------------- | --------------- |
| Championne      | Tiavo Randrianisa | Yasmina Aziez  | Sana Akrimi       | Laurygan Celin | Magda Wiet-Henin | Axelle Attoumani | Estelle Vander-Zwalm | Solène Avoulète |
| Vice-championne | Sarah Adidou      | Vanessa Truong | Laetitia Rouquier | Clara Mallien  | Jessica Balguy   | Lisa Bernabé     | Marie-Paule Blé      | Maeva Mellier   |